# Casio PB-770
Casio PB-770 (PB-770) је био џепни рачунар фирме Касио (Casio) који је почео да се производи у Јапану од 1984. године.
Користио је Specific VLSI као микропроцесор. RAM меморија рачунара је имала капацитет од 8 kb, до 32 kb са 3 x 8 kb меморијским додацима (OR8). 

## Детаљни подаци
Детаљнији подаци о рачунару PB-770 су дати у табели испод.
|                       |                                                     |
| [ 1 ]                 |                                                     |
| Произвођач            | Касио                                               |
| Тип                   | џепни рачунар                                       |
| Меморија              | 8 , до 32 са 3 x 8 меморијским додацима (OR8)       |
| Поријекло             | Јапан                                               |
| Година                | 1984                                                |
| Тастатура             | QWERTY, калкулаторски тип, са нумеричком тастатуром |
| Процесор              |                                                     |
| Фреквенција процесора |                                                     |
| RAM                   | 8 , до 32 са 3 x 8 меморијским додацима (OR8)       |
| ROM                   | 32                                                  |
| Текст                 | 20 x 4                                              |
| Графика               | 32 x 160                                            |
| Боја                  | Црно-бијело, монитор са текућим кристалом           |
| Звук                  | мали звучник                                        |
| Димензије             | 200 x 88 x 23 / 315 g                               |
| Портови               |                                                     |
| Оперативни систем     |                                                     |